# 阿格瓦姆 (蒙大拿州)
阿格瓦姆（英語：Agawam）是位於美國蒙大拿州提頓縣的非建制地區。

## 歷史
阿格瓦姆的郵局於1913年設立，其後於1956年停運。

## 地理
阿格瓦姆所處的海拔為高於海平面1159米（即3803英呎），而該地所採用的時區為UTC-6，即北美山地時區（MST）。同時該地設有夏令時間，為UTC-7調快一小時，即UTC-6（MDT）。